# Vállalkozók Lapja
A Vállalkozók Lapja: az építő-, szállító-, műszaki és iparügyek üzletforgalmának félhivatalos közlönye 1879-1944 között jelent meg. A lapot Witzenrath K. János alapította és szerkesztette 1888-ban bekövetkezett haláláig. A kiadást és szerkesztést kezdetben Lakatos Lajos vette át egyedül, majd 1900-tól Sós Izidorral, 1901-től Komor Marcelllel közösen jegyezték a lapot, aki a millenniumra utaló Ezrey álnéven rendszeresen foglalkozott a lapban a kor építészeti, társadalmi, politikai kérdéseivel. A lap szerkesztését az 1920-as évek végén fia, Komor János vette át, kiadója ekkoriban Lakatos Mihály és Sós György volt. 1926-tól a lap mellékleteként, Komor János szerkesztésében jelent meg a Tér és Forma, amely 1928-tól önálló folyóirattá vált. A Tér és Formán kívül a lapnak több melléklete is volt, az Útépítés: a Vállalkozók Lapja havi melléklete 1928-1936 között, szerk. Virág Imre. Építőipari szemle: a Vállalkozók lapja szakmelléklete 1928. és az Építőipari anyagártáblázat: a Vállalkozók lapja melléklete 1933-40 között.